# Sulzberg (powiat Oberallgäu)
Sulzberg – gmina targowa w południowych Niemczech, w kraju związkowym Bawaria, w rejencji Szwabia, w regionie Allgäu, w powiecie Oberallgäu. Leży w Allgäu, około 18 km na północ od Sonthofen.

## Dzielnice
W skład gminy wchodzą następujące dzielnice: Eizisried, Hinter'm Buch, Moosbach, Öschle, Ottacker, Ried bei Sulzberg, Ruchis, See, Steingaden, Untergassen i Schwarzenbach.

## Polityka
|      | CSU | FW | WG Moosbach | WG Ottacker | FW Graben-Öschle-See | Razem |
| 2008 | 6   | 5  | 2           | 2           | 1                    | 16    |
| 2002 | 7   | 4  | 2           | 2           | 1                    | 16    |